# Quận Ashe, North Carolina
Quận Ashe là một quận nằm ở tiểu bang Bắc Carolina. Tại thời điểm năm 2000, quận có dân số 24.384 người. Quận lỵ đóng ở Jefferson6.

## Địa lý
Theo Cục điều tra dân số Hoa Kỳ, quận có tổng diện tích 427 dặm Anh vuông (1.105 km²), trong đó, 426 dặm Anh vuông (1.104 km²) là diện tích đất và 1 dặm Anh vuông (2 km²) trong tổng diện tích (0,15%) là diện tích mặt nước. 

### Các khu bảo tồn quốc gia
- Blue Ridge Parkway (một phần)
- Cherokee National Forest (một phần)

## Thông tin nhân khẩu
Theo cuộc điều tra dân số2 tiến hành năm 2000, quận này có dân số 24.384 người, 10.411 hộ, và 7,423 gia đình sinh sống trong quận này. Mật độ dân số là 57 người trên mỗi dặm Anh vuông (22/km²). Đã có 13.268 đơn vị nhà ở với một mật độ bình quân là 31 trên mỗi dặm Anh vuông (12/km²).
Cơ cấu chủng tộc của dân cư sinh sống tại quận này gồm:
- 97,16% người da trắng
- 0,66% người da đen hoặc người Mỹ gốc Phi
- 0,32% người thổ dân châu Mỹ
- 0,23% người gốc châu Á
- 0,01% người các đảo Thái Bình Dương
- 1,05% từ các chủng tộc khác
- 0,56% từ hai hay nhiều chủng tộc.

2,42% dân số là người Hispanic hoặc người Latin thuộc bất cứ chủng tộc nào.
Có 10.411 hộ trong đó có 26,20% có con cái dưới tuổi 18 sống chung với họ, 59,40% là những cặp kết hôn sinh sống với nhau, 8,40% có một chủ hộ là nữ không có chồng sống cùng, và 28,70% là không gia đình. 25,80% trong tất cả các hộ gồm các cá nhân và 12,10% có người sinh sống một mình và có độ tuổi 65 tuổi hay già hơn. Quy mô trung bình của hộ là 2,31 còn quy mô trung bình của gia đình là 2,75,
Cơ cấu độ tuổi dân cư quận này như sau 19,80% dưới độ tuổi 18, 7,50% từ 18 đến 24, 27,00% từ 25 đến 44, 27,70% từ 45 đến 64, và 18,00% người có độ tuổi 65 tuổi hay già hơn. Độ tuổi trung bình là 42 tuổi. For every 100 females, có 97,40 nam giới. Cứ mỗi 100 nữ giới có độ tuổi 18 và lớn hơn thì, có 94,90 nam giới.
Thu nhập bình quân hộ là 28.824 đô la Mỹ, và thu nhập bình quân của một gia đình ở quận này là $36.052, Nam giới có thu nhập bình quân $25.666 so với mức thu nhập $19.983 đối với nữ giới. Thu nhập bình quân đầu người của quận là $16.429, Khoảng 10,10% gia đình và 13,50% dân số sống dưới ngưỡng nghèo, bao gồm 16,30% những người có độ tuổi 18 và 17,30% of those ages 65 and over.

## Quận giáp ranh
- Quận Grayson, Virginia - Bắc
- Quận Alleghany, Bắc Carolina - Đông
- Quận Wilkes, Bắc Carolina - Đông nam
- Quận Watauga, Bắc Carolina - Tây nam
- Quận Johnson, Tennessee - Tây